# سیرسه (فیلم)
«سیرسه» (اسپانیایی: Circe‎) یک فیلم محصول آرژانتین به کارگردانی Manuel Antín است که در سال ۱۹۶۴ منتشر شد.